# Flammerans
Flammerans és un municipi francès, situat al departament de la Costa d'Or i a la regió de Borgonya - Franc Comtat. L'any 2007 tenia 400 habitants.

## Demografia

### Població
El 2007 la població de fet de Flammerans era de 400 persones. Hi havia 159 famílies, de les quals 43 eren unipersonals (12 homes vivint sols i 31 dones vivint soles), 46 parelles sense fills, 62 parelles amb fills i 8 famílies monoparentals amb fills.
La població ha evolucionat segons el següent gràfic:
Habitants censats

### Habitatges
El 2007 hi havia 190 habitatges, 162 eren l'habitatge principal de la família, 20 eren segones residències i 8 estaven desocupats. 183 eren cases i 8 eren apartaments. Dels 162 habitatges principals, 137 estaven ocupats pels seus propietaris, 23 estaven llogats i ocupats pels llogaters i 2 estaven cedits a títol gratuït; 2 tenien una cambra, 3 en tenien dues, 20 en tenien tres, 49 en tenien quatre i 88 en tenien cinc o més. 135 habitatges disposaven pel capbaix d'una plaça de pàrquing. A 63 habitatges hi havia un automòbil i a 86 n'hi havia dos o més.

### Piràmide de població
La piràmide de població per edats i sexe el 2009 era:
| Homes | Edats   | Dones |
| ----- | ------- | ----- |
| 0     | 95 o +  | 0     |
| 0     | 90 a 94 | 4     |
| 4     | 85 a 89 | 4     |
| 0     | 80 a 84 | 4     |
| 8     | 75 a 79 | 4     |
| 8     | 70 a 74 | 8     |
| 8     | 65 a 69 | 12    |
| 0     | 60 a 64 | 8     |
| 0     | 55 a 59 | 0     |
| 12    | 50 a 54 | 4     |
| 16    | 45 a 49 | 24    |
| 20    | 40 a 44 | 12    |
| 12    | 35 a 39 | 12    |
| 8     | 30 a 34 | 12    |
| 8     | 25 a 29 | 4     |
| 4     | 20 a 24 | 0     |
| 16    | 15 a 19 | 32    |
| 28    | 10 a 14 | 20    |
| 4     | 5 a 9   | 12    |
| 0     | 0 a 4   | 8     |

## Economia
El 2007 la població en edat de treballar era de 256 persones, 179 eren actives i 77 eren inactives. De les 179 persones actives 165 estaven ocupades (93 homes i 72 dones) i 14 estaven aturades (9 homes i 5 dones). De les 77 persones inactives 26 estaven jubilades, 28 estaven estudiant i 23 estaven classificades com a «altres inactius».

### Ingressos
El 2009 a Flammerans hi havia 168 unitats fiscals que integraven 428 persones, la mediana anual d'ingressos fiscals per persona era de 18.141,5 €.

### Activitats econòmiques
Dels 15 establiments que hi havia el 2007, 2 eren d'empreses extractives, 1 d'una empresa de fabricació d'altres productes industrials, 5 d'empreses de construcció, 2 d'empreses de comerç i reparació d'automòbils, 2 d'empreses d'hostatgeria i restauració, 1 d'una empresa d'informació i comunicació, 1 d'una empresa de serveis i 1 d'una empresa classificada com a «altres activitats de serveis».
Dels 6 establiments de servei als particulars que hi havia el 2009, 2 eren paletes, 2 fusteries, 1 electricista i 1 restaurant.
L'any 2000 a Flammerans hi havia 6 explotacions agrícoles.

## Equipaments sanitaris i escolars
El 2009 hi havia una escola elemental integrada dins d'un grup escolar amb les comunes properes formant una escola dispersa.

## Poblacions més properes
El següent diagrama mostra les poblacions més properes.